# 按察使銜分巡台湾兵備道
按察使銜分巡台湾兵備道（あんさつしかんぶんじゅんたいわんへいびどう）は、台湾道の官職であり、台湾地区の実質的な統治者である。台道、台湾道、分巡台湾道などと簡称された。
按察使銜分巡台湾兵備道の前身は官分巡台湾兵備道である。両者の大きな違いは「按察使銜」であり、それまで正四品道員官銜であったものを正三品按察使官銜へと昇格させ、また福建省地方官の監察権に属していた台湾地区監察の職務の執行者であった台湾道を福建省から分離し、台湾地区に独立した監察権を付与した官を設置したことにある。
1885年、台湾道が台湾省（正式名称は福建台湾省）に昇格した後、按察使銜分巡台湾兵備道は従二品の官位である台湾巡撫に帰属するようになり、実際の行政権も台湾布政使に委譲された。行政権限が二分されたため官人同士の摩擦も発生し、劉璈の就任期間中は台湾巡撫の劉銘伝との間で政治闘争が引き起こされた。

## 歴代官人
1. 万鍾傑（1788年～1791年）
2. 王慶常（1791年、未着任）
3. 楊廷理（1791年～1795年）
4. 劉大懿（1795年～1797年）
5. 季学錦（1797年～1798年）
6. 遇昌（1798年～1801年）
7. 慶保（キンバオ）（1801年～1802年）
8. 遇昌（ユチャン）（1802年～1805年）
9. 慶保（1805年～1806年）
10. 清華（チンフワ）（1806年～1808年）
11. 張志緒（1808年～1811年）
12. 汪楠（1811年～1812年）
13. 羅奇瑜（1812年～1817年）
14. 汪楠（1817年～1818年）
15. 蓋方泌：（1818年代理）
16. 汪楠（1819年）
17. 蓋方泌（1819年～1820年 代理）
18. 葉世倬（1820年～1821年）
19. 毛鼎亨（1821年 未着任）
20. 史譜（1821年）
21. 周漪（1821年
22. 陳中孚（1821年）
23. 胡承珙（1821年～1824年）
24. 方傳穟（1824年 代理）
25. 孔昭虔（1824年）
26. 陳鑾（1827年 未到任）
27. 劉重麟（1827年～1830年）
28. 鄧伝安（1830年 代理）
29. 平慶（ピンキン）（1830年）
30. 周凱（1832年～1833年）
31. 劉鴻翺（1833年～1836年）
32. 周凱（1836年～1837年）
33. 熊一本（1837年 代理）
34. 沈汝瀚（1837年～1838年）
35. 姚瑩（1838年～1841年）
36. 熊一本（1843年～1847年）
37. 仝卜年（1847年）
38. 熊一本（1847年～1848年）
39. 徐宗幹（1848年～1854年）
40. 瑞璸（ルイビン）（1854年 未着任）
41. 裕鐸（ユド）（1854年～1858年）
42. 孔昭慈（1858年～1861年）
43. 洪毓琛（1861～1863年）
44. 陳懋烈（1863年～1864年）
45. 丁曰健（1864年～1866年）
46. 呉大廷（1866年～1868年）
47. 梁元桂（1868年～1869年 代理）
48. 黎兆棠（1869年～1871年）
49. 定保（ディンバオ）（1871年～1872年）
50. 周懋琦（1872年 代理）
51. 潘駿章（1872年～1873年）
52. 夏献綸（1873年～1879年）
53. 周懋琦（1879年 代理）
54. 張夢元（1879年～1881年）
55. 劉璈（1881年～1885年）
56. 陳鳴志（1885年～1887年）
57. 唐景崧（1887年～1891年）
58. 程起鶚（1891年 代理）
59. 唐贊袞（1891年 代理）
60. 顧肇熙（1892年～1894年）
61. 陳文騄（1894年～1895年）
62. 頼鶴年（1895年）
63. 区鴻基（1895年）
64. 忠満（ジョンマン）（1895年 代理）